# Danny Care
Daniel Stuart Care (Leeds, 2 de enero de 1987) es un exjugador británico de rugby que se desempeñaba como medio scrum y su último club fue Harlequins FC de la Premiership Rugby. Era internacional con La Rosa.
Fue compañero de Jamie Vardy en las categorías inferiores del Sheffield Wednesday.

## Selección nacional
Brian Ashton lo seleccionó a La Rosa por primera vez en junio de 2008 y debutó ante los All Blacks; ingresó en reemplazo de Richard Wigglesworth y fue derrota 37–20.
En febrero de 2018 se convirtió en el medio scrum con más partidos representando a su seleccionado, rompiendo así el récord que tenía Matt Dawson.
En total lleva 81 partidos jugados, ubicándose como uno de los jugadores con más test matches y 74 puntos marcados.

### Participaciones en Copas del Mundo
Disputó el mundial de Inglaterra 2015 donde La Rosa increíblemente resultó eliminada en fase de grupos, por primera vez, luego de caer ante los Dragones rojos y los Wallabies. Care fue suplente de Ben Youngs por lo que solo jugó el partido ante los Teros, con Inglaterra ya eliminada y no marcó puntos.
| Mundial                       | Sede       | Resultado      | PJ | Tries |
| ----------------------------- | ---------- | -------------- | -- | ----- |
| Copa Mundial de Rugby de 2015 | Inglaterra | Fase de grupos | 1  | 0     |
| Copa Mundial de Rugby de 2023 | Francia    | 3er Puesto     | 6  | 1     |

## Palmarés
- Campeón del Torneo de las Seis Naciones de 2011, 2016 y 2017.
- Campeón de la Copa Desafío de 2010–11.
- Campeón de la Premiership Rugby de 2011–12.
- Campeón de la Anglo-Welsh Cup de 2012–13.
- Campeón de la Premiership Rugby de 2020-21